# Saint Paul (Alberta)
Saint Paul (già Saint-Paul-des-Métis) è una città del Canada, nella divisione No. 12 della provincia del Alberta.